# Gundula Ulbrich
Gundula Ulbrich ist eine deutsche Sängerin.
Im Lied Teenager Liebe von der Band Die Ärzte war sie erstmals zu hören.
Zusammen mit Diether Krebs platzierte sie sich als Gundula 1991 auf Rang 3 der deutschen Charts mit dem Lied Ich bin der Martin, ne (Martin My Love) und auf Platz 23 mit Santamarghuaritanobiledimontepulciano – Du kleines Fischerdorf. 1992 erhielt sie zusammen mit Diether Krebs den Comedypreis des Musikpreises RSH-Gold.
Als Gundula sang sie auch das Titellied Girlfriends (Won’t Give Up) für die von 1995 bis 2005 laufende Fernsehserie Girlfriends – Freundschaft mit Herz, in der sie 1996 die wiederkehrende Nebenrolle der Linda spielte.
1997 war sie die deutsche Gesangsstimme der Muse Terpsichore im Disney-Zeichentrickfilm Hercules.
Außerdem war sie Sängerin der Band Drop the Dub.
Ab 2001 verfolgte sie eine Solokarriere unter dem Pseudonym Axinia und steuerte zu dem 2006 auf dem Label Nightclub Records erschienenen Sampler Electric Lady Lounge drei Lieder bei, darunter Be True und Keep You In My Heart.